# 포드브레조바

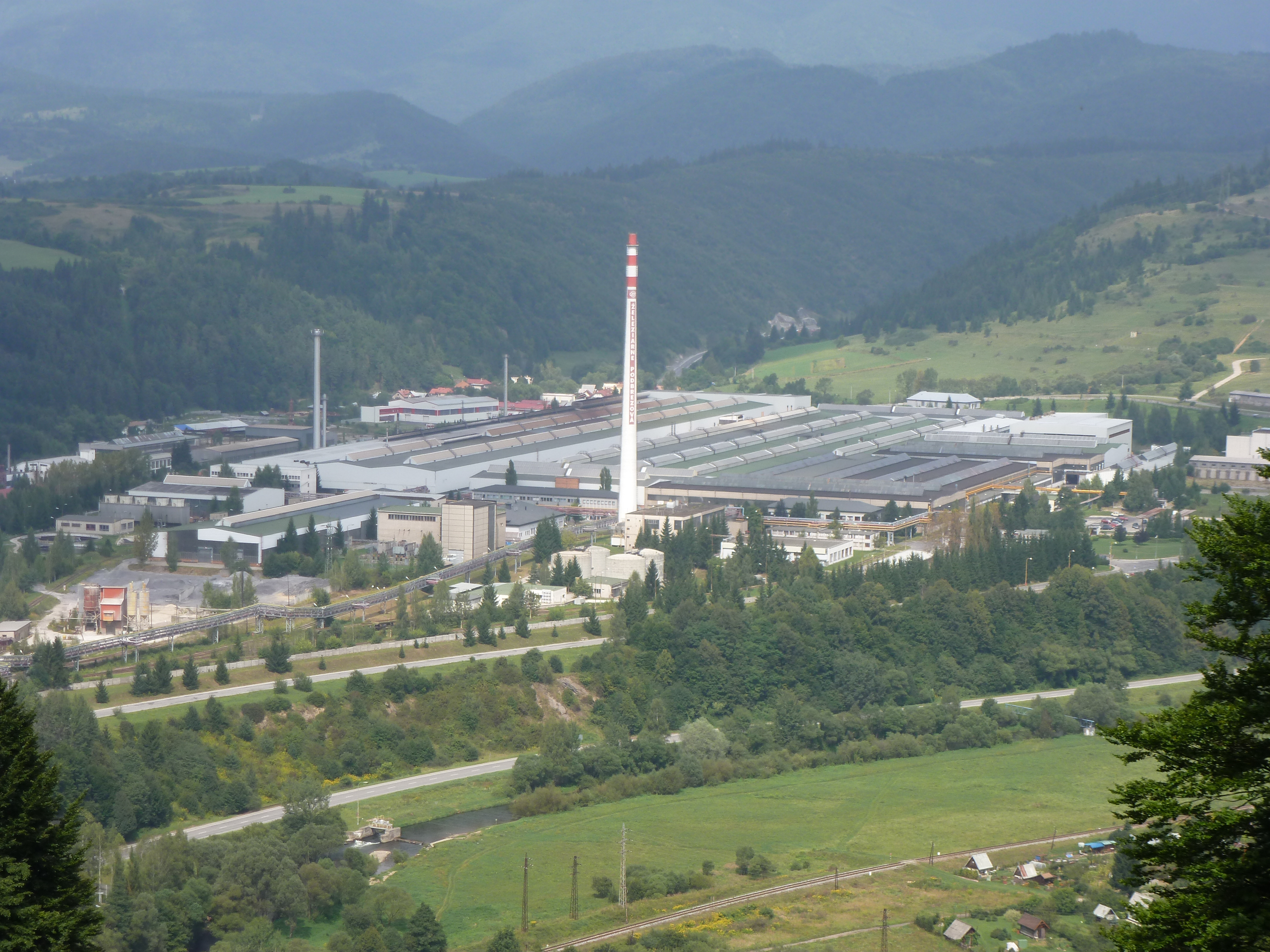
포드브레조바의 산업 시설

포드브레조바(슬로바키아어: Podbrezová)는 슬로바키아 반스카비스트리차 주에 위치한 도시로 면적은 18.565km2, 높이는 470m, 인구는 4,171명(2004년 기준), 인구 밀도는 225명/km2이다.